# Vision de Quatre Chars et de Chevaux
La Vision de quatre chars et de chevaux est un épisode de l'Ancien Testament qui se trouve dans le Livre de Zacharie. Le texte aborde le sujet d'un nouveau Temple construit sur des valeurs saines.

## Texte
Livre de Zacharie, chapitre 6, versets 1 à 8:
« Je levai de nouveau les yeux et je regardai, et voici, quatre chars sortaient d'entre deux montagnes; et les montagnes étaient des montagnes d'airain. Au premier char il y avait des chevaux roux, au second char des chevaux noirs, au troisième char des chevaux blancs, et au quatrième char des chevaux tachetés, rouges. Je pris la parole et je dis à l'ange qui parlait avec moi: Qu'est-ce, mon seigneur? L'ange me répondit: Ce sont les quatre vents des cieux, qui sortent du lieu où ils se tenaient devant le Seigneur de toute la terre. Les chevaux noirs attelés à l'un des chars se dirigent vers le pays du septentrion, et les blancs vont après eux; les tachetés se dirigent vers le pays du midi. Les rouges sortent et demandent à aller parcourir la terre. L'ange leur dit: Allez, parcourez la terre! Et ils parcoururent la terre. Il m'appela, et il me dit: Vois, ceux qui se dirigent vers le pays du septentrion font reposer ma colère sur le pays du septentrion. »
Traduction d'après la Bible Louis Segond.